# 梅利莎·塔珀
梅利莎·塔珀（英語：Melissa Tapper，1990年3月1日—）是一名澳大利亚女子乒乓球运动员。她出生时因为右臂神经损伤，右手不能正常活动。塔珀曾在2012年夏季残奥会上获得女子单打10级第四名，之后她参加了2014年英联邦运动会，并携同队友获得了女子团体铜牌。2016年3月，她在奥运乒乓球大洋洲区外围赛上取得奥运资格，成为史上第一名同时获得奥运会和残奥会两大赛事参赛资格的澳大利亚运动员。

## 早年经历
塔珀于1990年3月1日出生于维多利亚州汉密尔顿，之后她居住在墨尔本的郊区。她出生时因为右臂神经损伤，右手不能正常活动。2011年时，她正主攻运动科学的学士学位。2012年时，她已拥有维多利亚体育学院的学位。

## 运动生涯
根据乒乓球伤残级别分级，塔珀是C10级运动员，该级别是肢體障礙伤残程度最轻的级别。

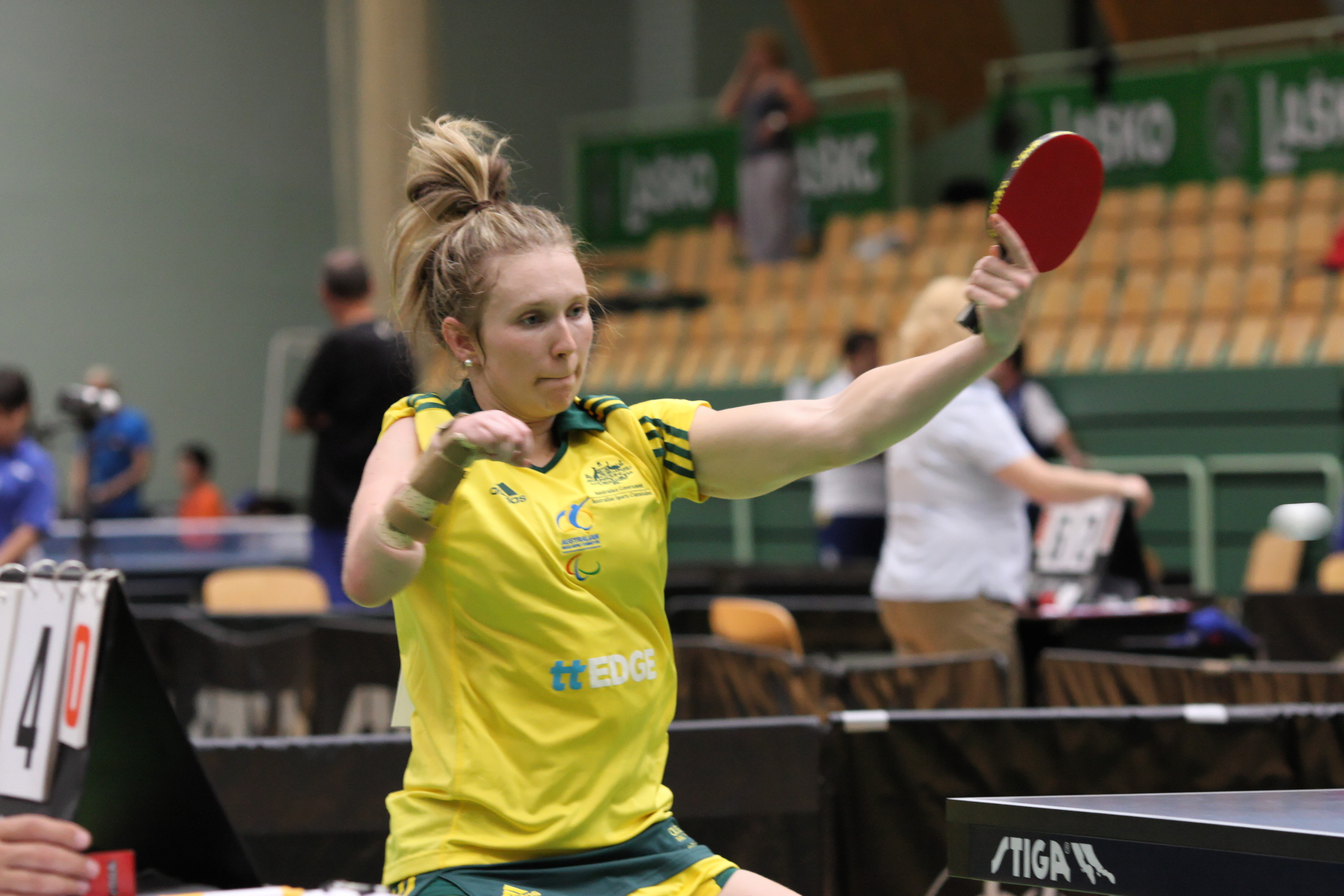
摄于2012年斯洛維尼亞乒乓球公開賽

塔珀于2002年开始接触乒乓球，当时她正就读小学，她第一次代表澳大利亚国家队出战的赛事是2004年在约旦进行的一场健全人比赛。2004年，她参加了全国乒乓球锦标赛14岁以下级别女子单打、女子双打和混合双打项目，16岁以下级别女子单打、女子双打和混合双打项目以及18岁以下级别女子单打项目的比赛，并获得了其中三个项目的冠军。
同年，塔珀还在国外参加了两场比赛，分别是捷克的一场比赛以及在葡萄牙举行的世界青少年锦标赛15岁以下级别的比赛。她所在的学院还为她承担了一部分的出行费用。这之后，她开始以参加奥运为目标。2008年，她斩获了澳大利亚21岁以下级乒乓球锦标赛以及大洋洲18岁以下级别的冠军，又获得了迈克尔·绍鲍多什奖澳大利亚年度青少年运动员奖。2008年10月，她参加了在印度浦那举行的英联邦青年运动会。

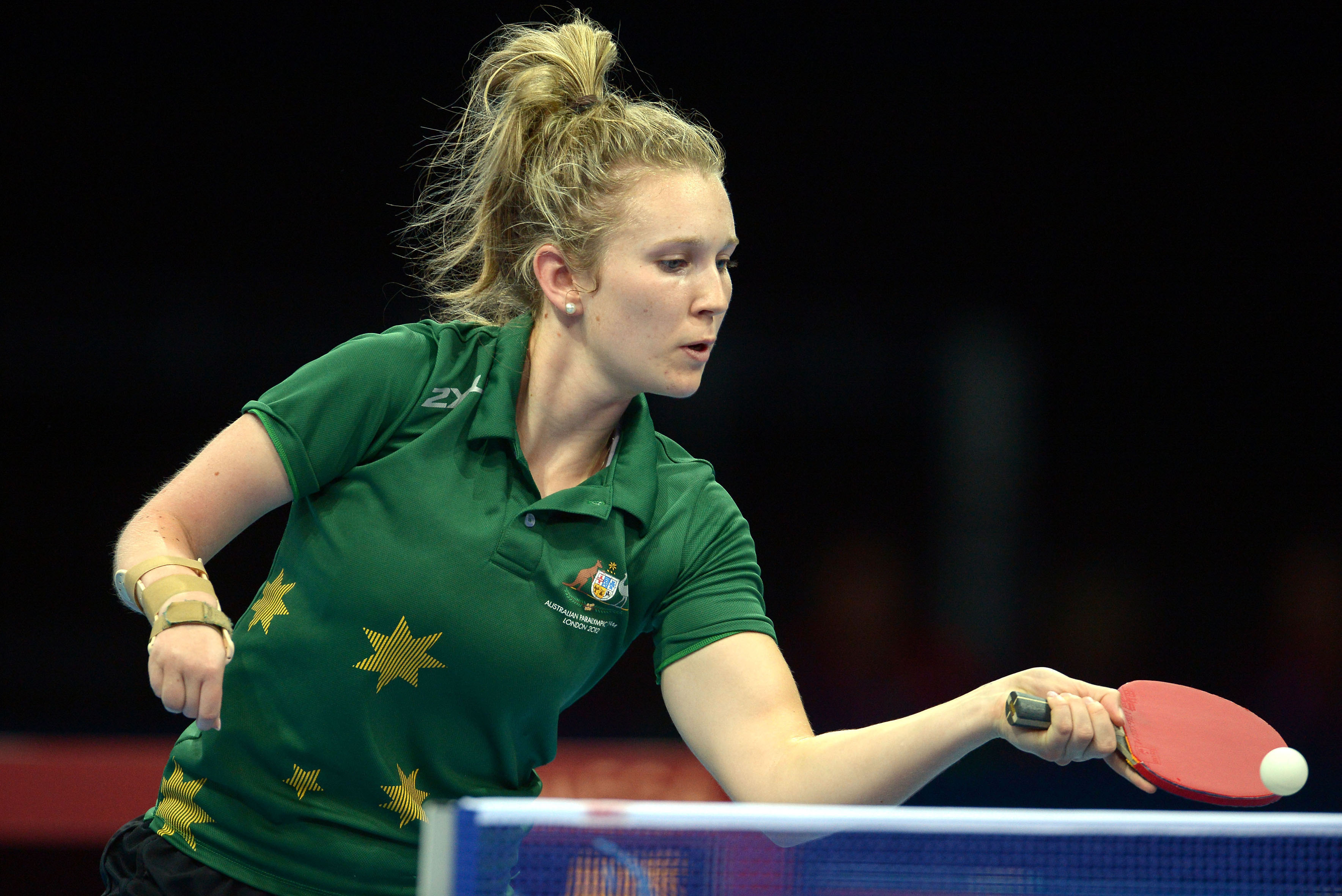
塔珀出战2012年夏季残奥

2010年，塔珀决定出战残疾人乒乓球比赛。2011年时，她的世界排名是第19位。同年3月，她参加了两场分别在意大利和匈牙利举行的比赛，均获得冠军。之后她又在2011年阿拉弗拉运动会上夺得两枚金牌，另外她也成功入选了2012年夏季残奥澳大利亚乒乓球队。在残奥正赛上，塔珀获得女子单打10级第四名。
塔珀于2014年入选英联邦运动会澳大利亚代表团。在该届比赛期间她参加女子团体项目和混合双打项目，其中在女子团体项目中，她和队友为澳大利亚队争取到一枚铜牌，这是她在主要国际非残疾人赛事上收获的首枚奖牌，而在混合双打项目中，她和搭档胡鹤鸣在第三轮负于加拿大组合张墨和王臻。同年9月，她在世界残疾人乒乓球锦标赛上获得女子单打SF10级的铜牌，这是澳大利亚在残疾人乒乓球世锦赛收获的首枚奖牌。一个月后，她获得了维多利亚体育学院最佳残疾精英运动会奖。
2016年3月，塔珀参加奥运乒乓球大洋洲区预选赛，并成功进入半决赛，成为史上首位同时获得奥运和残奥资格的澳大利亚运动员。在里约奥运会上，她参加女子单打和女子团体两个项目，其中在女子单打项目上，她以2比4不敌日裔巴西选手卡罗琳·熊原，止步预赛。而在女子团体赛上，澳大利亚最终负于朝鲜，无缘八强。一个月后，她参加里约残奥，在女子单打10级比赛中，她止步预赛。而在女子团体6至10级项目上，她和搭档安德烈娅·麦克唐奈获得第四名。
2018年4月，塔珀在黄金海岸举办的英联邦运动会上夺得女子单打TT6至10级的金牌，这是她个人在国际主要赛事中获得的首枚残疾人项目金牌。同年10月，她在世界残疾人乒乓球锦标赛上时隔四年再获女子单打SF10级的铜牌。